# Elvis Johnny Correa
Elvis Johnny Correa (født 19. marts 1986) er en brasiliansk fodboldspiller, der spillede midtbane i den danske klub Viborg FF. Elvis fik debut i den brasilianske Serie A i efteråret 2007, I en kamp hvor hans daværende klub Paraná Clube tabte 3-0. Da Paraná Clube rykkede ned fra den brasilianske Serie A, fik Viborg FF tilsendt en DVD med Elvis, de var åbenbart så imponerede over hans fodboldevner, at de straks skrev en halvårig kontrakt med ham gældende til den 30. juni 2008.